# Likosaari (ö i Norra Karelen, Joensuu, lat 62,70, long 29,22)
Likosaari är en halvö i Finland. Den ligger i sjön Pitkälahti och i kommunen Outokumpu i den ekonomiska regionen  Joensuu ekonomiska region  och landskapet Norra Karelen, i den sydöstra delen av landet, 400 km nordost om huvudstaden Helsingfors.

## Klimat
Trakten ingår i den boreala klimatzonen. Årsmedeltemperaturen i trakten är 0 °C. Den varmaste månaden är augusti, då medeltemperaturen är 15 °C, och den kallaste är januari, med −16 °C.